# Суперколлайдер
Суперколлайдер (англ. Supercollider) — канадський повнометражний фільм режисера Джеффрі Скотт Ланд.

## Сюжет
Експерименти з адронним коллайдером, розташованому в Європі, не показав бажаних результатів, але це тільки розпалило науковий інтерес ученого Джордана Дана. Під його керівництвом в США будується новий коллайдер, який готується до нової серії експериментів. Інші вчені попереджають Джордана про небезпеку його дослідів, однак він призначає дату запуску свого творіння, нехтуючи всіма можливими ризиками. Новий Великий адронний коллайдер становить загрозу всьому світу. Доктор Віктор Брокен, який очолює проект, повинен запобігти цьому…

## Актори
- Робін Данн,
- Емі Бейлі,
- Mia Нордстром,
- Брендан Бейзер,
- Ензо Чіленті,
- Філіп Руді,
- Яна Марінова,
- Еміліа Клейн,
- Джордан Андонов,
- Джейсон Френсіс,
- Джонас Талкінґтон